# Hilversum Hurricanes 2019
Questa voce raccoglie le informazioni riguardanti gli Hilversum Hurricanes nelle competizioni ufficiali della stagione 2019.

## Roster
| Roster degli Hilversum Hurricanes (2019) |
| --- |
| Quarterback - 19 Maurice Tielen Running Back - 9 Dennis Berghuis - 22 Mani Blijd - 24 Joery Blankenstein - 42 Luke Pathuis Wide Receiver - 5 Darryl Williams - 10 Thomas Klink - 11 Robin Hetharia - 13 Guy van den Hazel - 80 Remi Waucquier - 81 Romano Vogels - 82 Jean Pierre Hogeveen - 83 Stephan Rasch - 84 Kevin Saarberg - 87 Christiaan van der Meer - 88 Jan Pecník Offensive Linemen - 53 Daniël Louman - 54 Remco Elles - 56 Allard Kuile - 62 Oskari Jaakkola OT - 65 Sjoerd Schouwstra - 72 Stephan Koper - 74 Randy Willemsen - 75 Martijn Wouters - 76 Arnoldo Murray - 78 Erik Smits Defensive Linemen - 40 Dennis Heerschop - 55 Mitchell de Ruiter - 64 Luke Verkerk - 76 Jeffrey van Braam Morris - 91 Rody Holdorp Linebacker - 4 Jos Hofman - 8 Stefan Bunk MLB - 20 Felix Hogerwerf - 23 Kevin Maurits - 32 Jimmy Brunt - 37 Rogier Tielen - 44 Theodore Lisoski - 47 Bonno Coerse - 50 Tim van der Lugt - 51 Yoeri van Vliet - 57 Stefan van Dijk Defensive Back - 2 Dennis de Wit - 3 Sunny Li FS - 6 Maxwell Alabison CB - 7 Mesawer Rahmanyar - 12 Nick da Costa - 14 Tim Beuckens - 21 Tyler Alexander - 22 Luis Javier Smith Fontana - 30 Daniël Rothmund - 35 Scato Klijsen - 43 Dillon Koense Special Team - 1 Thierry de la Mar P - 33 Pascal Brink K |

## Eredivisie 2019

### Stagione regolare
| Utrecht 24 febbraio 2019, ore 14:00 | Utrecht Dominators | 12 – 48 referto | Hilversum Hurricanes | Sportpark Overdreecht Noord |

| Almere 3 marzo 2019, ore 14:00 | Flevo Phantoms | 12 – 13 referto | Hilversum Hurricanes | Sportpark de Marken |

| Loosdrecht 16 marzo 2019, ore 19:00 | Hilversum Hurricanes | 7 – 26 referto | Arnhem Falcons |  |

| Amsterdam 31 marzo 2019, ore 14:00 | Amsterdam Crusaders | 34 – 6 referto | Hilversum Hurricanes | Sportpark Sloten |

| Loosdrecht 21 aprile 2019, ore 14:00 | Hilversum Hurricanes | 27 – 16 referto | Lelystad Commanders |  |

| Groninga 4 maggio 2019, ore 19:00 | Groningen Giants | 16 – 17 referto | Hilversum Hurricanes | Sportpark Corpus den Hoorn |

| Loosdrecht 11 maggio 2019, ore 19:00 | Hilversum Hurricanes | 7 – 42 referto | Amsterdam Crusaders |  |

| Loosdrecht 19 maggio 2019, ore 14:00 | Hilversum Hurricanes | 36 – 33 referto | Lightning Leiden |  |

| Loosdrecht 1º giugno 2019, ore 19:00 | Hilversum Hurricanes | 33 – 6 referto | Flevo Phantoms |  |

| Arnhem 16 giugno 2019, ore 14:00 | Arnhem Falcons | 16 – 6 referto | Hilversum Hurricanes | Sportpark Cranevelt |

## Statistiche di squadra
| Competizione      | %Vittorie | In casa | In casa | In casa | In casa | In casa | In casa | In trasferta | In trasferta | In trasferta | In trasferta | In trasferta | In trasferta | Totale | Totale | Totale | Totale | Totale | Totale |
| Competizione      | %Vittorie | G       | V       | N       | P       | Pf      | Ps      | G            | V            | N            | P            | Pf           | Ps           | G      | V      | N      | P      | Pf     | Ps     |
| ----------------- | --------- | ------- | ------- | ------- | ------- | ------- | ------- | ------------ | ------------ | ------------ | ------------ | ------------ | ------------ | ------ | ------ | ------ | ------ | ------ | ------ |
| Stagione regolare | .600      | 5       | 3       | 0       | 2       | 110     | 123     | 5            | 3            | 0            | 2            | 90           | 90           | 10     | 6      | 0      | 4      | 200    | 213    |
| Totale            | .600      | 5       | 3       | 0       | 2       | 110     | 123     | 5            | 3            | 0            | 2            | 90           | 90           | 10     | 6      | 0      | 4      | 200    | 213    |